# ISO 3166-1 alfa-2
ISO 3166-1 alfa-2 kodovi su dvoslovni kodovi zemalja definisani u ISO 3166-1, delu standarda ISO 3166 koji je objavila Međunarodna organizacija za standardizaciju (ISO), da predstavljaju zemlje, zavisne teritorije i posebne oblasti od geografskog interesa. Oni su najčešće korišćeni kodovi zemalja koje objavljuje ISO (drugi su alfa-3 i numerički), a najviše se koriste za domene najvišeg nivoa internetskih kodova (sa nekoliko izuzetaka). Oni se takođe koriste kao identifikatori zemlje koji proširuju poštanski broj kada je to prikladno unutar međunarodnog poštanskog sistema za papirnu poštu i zamenili su prethodni koji se sastojao od jednoslovnih kodova. Prvi put su uključeni kao deo standarda ISO 3166 u njegovom prvom izdanju 1974. godine.

## Upotreba i aplikacije
ISO 3166-1 alfa-2 kodovi se koriste u različitim okruženjima i takođe su deo drugih standarda. U nekim slučajevima oni nisu savršeno implementirani.

### Savršene implementacije
ISO 3166-1 alfa-2 kodovi se koriste u sledećim standardima:
| Kratko ime | Dugo ime                                                                        | Komentar                                                             |
| ---------- | ------------------------------------------------------------------------------- | -------------------------------------------------------------------- |
| ISO 3166-2 | Šifra podpodele zemlje                                                          |                                                                      |
| ISO 3901   | Međunarodni standardni fonografski kodovi (ISRC)                                |                                                                      |
| ISO 4217   | Šifra valute                                                                    |                                                                      |
| ISO 6166   | Međunarodni identifikacioni broj hartija od vrednosti (ISIN)                    |                                                                      |
| ISO 9362   | Bankovni identifikacioni kodovi (BIC)                                           | Takođe poznati kao SWIFT kodovi                                      |
| ISO 13616  | Međunarodni broj bankovnog računa (IBAN)                                        |                                                                      |
| ISO 15511  | Međunarodni standardni identifikator za biblioteke i srodne organizacije (ISIL) |                                                                      |
| UN/LOCODE  | Kodeks Ujedinjenih nacija za trgovinske i transportne lokacije                  | Implementirala ga je Ekonomska komisija Ujedinjenih nacija za Evropu |

## Spoljašnje veze
- ISO 3166 Maintenance Agency, International Organization for Standardization (ISO)
  - Online Browsing Platform (OBP) — searchable list of country codes
  - Text file (English, 2016)
  - XML file (English, 2016)
  - Reserved code elements under ISO 3166-1 "Codes for the representation of names of countries and their subdivisions – Part 1: Country codes", available on request from ISO 3166/MA
- The World Factbook (public domain), Central Intelligence Agency
  - Appendix D – Country Data Codes — comparison of FIPS 10, ISO 3166, and STANAG 1059 country codes
- List of all countries with their 2 digit codes (ISO 3166-1) (CSV, JSON) Архивирано 2017-08-25 на сајту 
  - Comprehensive country codes: ISO 3166, ITU, ISO 4217 currency codes and many more (CSV, JSON) Архивирано 2017-08-26 на сајту
- Administrative Divisions of Countries ("Statoids"), Statoids.com
  - Country codes — comparison of ISO 3166-1 country codes with other country codes
  - ISO 3166-1 Change History